# Иргенс-Йенсен, Лудвиг
Пауль Лудвиг Иргенс-Йенсен (норв. Paul Ludvig Irgens-Jensen; 13 апреля 1894, Кристиания, ныне Осло — 11 апреля 1969, Сицилия, Италия) — норвежский композитор.

## Биография
Учился филологии в университете в Осло, одновременно беря частные уроки фортепиано. Начал писать музыку в 1920. Сочинял в традициях позднего романтизма. Во время  Второй мировой войны, протестуя против немецкой оккупации, сочинял патриотические песни, распространявшиеся подпольно.

## Сочинения
- 1928 — пассакалья
- 1929 — драматическая симфония «Возвращение на Родину»
- 1930 — симфония № 1
- 1934 — тема с вариациями
- 1942 — симфония № 2
- 1947 — опера «Возвращение на Родину» (Осло, переработана из драм. симф.)
- 1950 — «Приветственная песнь»
- камерно-инструментальные ансамбли
- хоры, песни
- музыка к спектаклям драматического театра